# Квалификације за Европско првенство у фудбалу 2016 — група Ц
Група Ц квалификација за Европско првенство у фудбалу 2016. састојала се од шест репрезентација: Шпанија, Украјина, Словачка, Белорусија, Македонија и Луксембург.
Репрезентације Шпаније и Словачке су као првопласиране и другопласиране репрезентације избориле директан пласман на првенство, док је као трећепласирана у групи у бараж отишла репрезентација Украјине.

## Табела
| Табела групе Ц | Табела групе Ц | Табела групе Ц | Табела групе Ц | Табела групе Ц | Табела групе Ц | Табела групе Ц | Табела групе Ц | Табела групе Ц | Табела групе Ц |  |         |          |          |            |            |                    |  | Домаћи | Домаћи | Домаћи | Домаћи | Домаћи | Домаћи | Домаћи | Гости | Гости | Гости | Гости | Гости | Гости | Гости |
|                | Репрезентација | И              | Д              | Н              | И              | ДГ             | ПГ             | ГР             | Бод.           |  | Шпанија | Словачка | Украјина | Белорусија | Луксембург | Северна Македонија |  | И      | Д      | Н      | И      | ДГ     | ПГ     | Бод.   | И     | Д     | Н     | И     | ДГ    | ПГ    | Бод.  |
| 1.             | Шпанија        | 10             | 9              | 0              | 1              | 23             | 3              | +20            | 27             |  | -       | 2:0      | 1:0      | 3:0        | 4:0        | 5:1                |  | 5      | 5      | 0      | 0      | 15     | 1      | 15     | 5     | 4     | 0     | 1     | 8     | 2     | 12    |
| 2.             | Словачка       | 10             | 7              | 1              | 2              | 17             | 8              | +9             | 22             |  | 2:1     | -        | 0:0      | 0:1        | 3:0        | 2:1                |  | 5      | 3      | 1      | 1      | 7      | 3      | 10     | 5     | 4     | 0     | 1     | 10    | 5     | 12    |
| 3.             | Украјина       | 10             | 6              | 1              | 3              | 14             | 4              | +10            | 19             |  | 0:1     | 0:1      | -        | 3:1        | 3:0        | 1:0                |  | 5      | 3      | 0      | 2      | 7      | 3      | 9      | 5     | 3     | 1     | 1     | 7     | 4     | 10    |
| 4.             | Белорусија     | 10             | 3              | 2              | 5              | 8              | 14             | -6             | 11             |  | 0:1     | 1:3      | 0:2      | -          | 2:0        | 0:0                |  | 5      | 1      | 1      | 3      | 3      | 6      | 4      | 5     | 2     | 1     | 2     | 5     | 8     | 7     |
| 5.             | Луксембург     | 10             | 1              | 1              | 8              | 6              | 27             | -21            | 4              |  | 0:4     | 2:4      | 0:3      | 1:1        | -          | 1:0                |  | 5      | 1      | 1      | 3      | 4      | 12     | 4      | 5     | 0     | 0     | 5     | 2     | 15    | 0     |
| 6.             | Македонија     | 10             | 1              | 1              | 8              | 6              | 18             | -12            | 4              |  | 0:1     | 0:2      | 0:2      | 1:2        | 3:2        | -                  |  | 5      | 1      | 0      | 4      | 4      | 9      | 3      | 5     | 0     | 1     | 4     | 2     | 9     | 1     |

## Резултати
| Шпанија                                                                  | 5:1    | Македонија         |
| ------------------------------------------------------------------------ | ------ | ------------------ |
| Рамос 16’ (пен.) · Аљкасер 17’ · Бускетс 45+3’ · Силва 50’ · Педро 90+1’ | Детаљи | Ибраими 28’ (пен.) |

| Украјина | 0:1    | Словачка |
| -------- | ------ | -------- |
|          | Детаљи | Мак 17’  |

| Луксембург | 1:1    | Белорусија |
| ---------- | ------ | ---------- |
| Герсон 42’ | Детаљи | Драгун 78’ |

| Словачка             | 2:1    | Шпанија     |
| -------------------- | ------ | ----------- |
| Куцка 17’ · Стох 87’ | Детаљи | Аљкасер 82’ |

| Белорусија | 0:2    | Украјина                              |
| ---------- | ------ | ------------------------------------- |
|            | Детаљи | Мартинович 82’ (аг.) · Сидорчук 90+3’ |

| Македонија                                             | 3:2    | Луксембург              |
| ------------------------------------------------------ | ------ | ----------------------- |
| Трајковски 20’ · Јаховић 66’ (пен.) · Абдурахими 90+2’ | Детаљи | Бенси 39’ · Јаховић 44’ |

| Украјина       | 1:0    | Македонија |
| -------------- | ------ | ---------- |
| Сидорчук 45+2’ | Детаљи |            |

| Белорусија  | 1:3    | Словачка                       |
| ----------- | ------ | ------------------------------ |
| Калачев 79’ | Детаљи | Хамшик 65’, 84’ · Шестак 90+1’ |

| Луксембург | 0:4    | Шпанија                                          |
| ---------- | ------ | ------------------------------------------------ |
|            | Детаљи | Силва 27’ · Алкасер 42’ · Коста 69’ · Бернат 88’ |

| Шпанија                            | 3:0    | Белорусија |
| ---------------------------------- | ------ | ---------- |
| Иско 18’ · Бускетс 19’ · Педро 55’ | Детаљи |            |

| Македонија | 0:2    | Словачка              |
| ---------- | ------ | --------------------- |
|            | Детаљи | Куцка 25’ · Немец 38’ |

| Луксембург | 0:3    | Украјина                 |
| ---------- | ------ | ------------------------ |
|            | Детаљи | Јармоленко 33’, 53’, 56’ |

| Шпанија    | 1:0    | Украјина |
| ---------- | ------ | -------- |
| Мората 28’ | Детаљи |          |

| Словачка                           | 3:0    | Луксембург |
| ---------------------------------- | ------ | ---------- |
| Немец 10’ · Вајс 21’ · Пекарик 40’ | Детаљи |            |

| Македонија    | 1:2    | Белорусија                   |
| ------------- | ------ | ---------------------------- |
| Трајковски 9’ | Детаљи | Калачев 44’ · Корниленко 82’ |

| Украјина                                 | 3:0    | Луксембург |
| ---------------------------------------- | ------ | ---------- |
| Кравец 49’ · Гармаш 57’ · Конопљанка 86’ | Детаљи |            |

| Словачка               | 2:1    | Македонија |
| ---------------------- | ------ | ---------- |
| Салата 8’ · Хамшик 38’ | Детаљи | Адеми 69’  |

| Белорусија | 0:1    | Шпанија   |
| ---------- | ------ | --------- |
|            | Детаљи | Силва 45’ |

| Шпанија                       | 2:0    | Словачка |
| ----------------------------- | ------ | -------- |
| Алба 5’ · Инијеста 30’ (пен.) | Детаљи |          |

| Украјина                                           | 3:1    | Белорусија            |
| -------------------------------------------------- | ------ | --------------------- |
| Кравец 7’ · Јармоленко 30’ · Конопљанка 40’ (пен.) | Детаљи | Корниленко 62’ (пен.) |

| Луксембург | 1:0    | Македонија |
| ---------- | ------ | ---------- |
| Тил 90+2’  | Детаљи |            |

| Словачка | 0:0    | Украјина |
| -------- | ------ | -------- |
|          | Детаљи |          |

| Белорусија         | 2:0    | Луксембург |
| ------------------ | ------ | ---------- |
| Гордеичук 34’, 62’ | Детаљи |            |

| Македонија | 0:1    | Шпанија           |
| ---------- | ------ | ----------------- |
|            | Детаљи | Пачовски 8’ (аг.) |

| Македонија | 0:2    | Украјина                         |
| ---------- | ------ | -------------------------------- |
|            | Детаљи | Селезњов 59’ (пен.) · Кравец 87’ |

| Словачка | 0:1    | Белорусија |
| -------- | ------ | ---------- |
|          | Детаљи | Драгун 34’ |

| Шпанија                             | 4:0    | Луксембург |
| ----------------------------------- | ------ | ---------- |
| Касорла 42’, 85’ · Алкасер 67’, 80’ | Детаљи |            |

| Белорусија | 0:0    | Македонија |
| ---------- | ------ | ---------- |
|            | Детаљи |            |

| Луксембург                   | 2:4    | Словачка                                |
| ---------------------------- | ------ | --------------------------------------- |
| Мутш 61’ · Герсон 65’ (пен.) | Детаљи | Хамшик 24’, 90+1’ · Немец 29’ · Мак 30’ |

| Украјина | 0:1    | Шпанија   |
| -------- | ------ | --------- |
|          | Детаљи | Марио 22’ |

## Стрелци
5 голова
| - Марек Хамшик | - Пако Алкасер |

4 гола
| - Андриј Јармоленко |

3 гола
| - Адам Немец | - Артјом Кравец | - Давид Силва |

2 гола
| - Михаил Гордејчук - Сергеј Корниленко - Станислав Драхун - Тимофеј Калачев - Ларс Жерсон | - Александар Трајковски - Јурај Куцка - Роберт Мак - Јевхен Конопљанка | - Серхиј Сидорчук - Педро Родригез - Санти Казорла - Серхио Бускетс |

1 гол
| - Давид Турпел - Марио Муч - Себастијен Тил - Стефано Бенси - Адис Јаховић - Ађим Ибраими - Аријан Адеми - Бесарт Абдурахими | - Владимир Вајс - Корнел Салата - Мирослав Сточ - Петер Пекарик - Станислав Шестак - Денис Хармаш - Јевхен Селезњов - Алваро Мората | - Андрес Инијеста - Дијего Коста - Жорди Алба - Иско - Марио Гаспар - Серхио Рамос - Хуан Бернат |

Аутогол
| - Александар Мартинович (против Украјине) | - Томе Пачовски (против Шпаније) |